# Anomobryum steerei
Anomobryum steerei là một loài rêu trong họ Bryaceae. Loài này được A.J. Shaw mô tả khoa học đầu tiên năm 1987.